# حكومة قاسم الريماوي
حكومة قاسم الريماوي هي الحكومة الحادية والسبعون من حكومات المملكة الأردنية الهاشمية. شكّل قاسم الريماوي الحكومة في 3 يوليو عام 1980م، بتكليف من ملك الأردن الحسين بن طلال. وقد حلّت الحكومة في 28 أغسطس 1980.

## وصلات خارجية
- موقع رئاسة الوزراء